# آشنایی با کشورهای اسلامی
 آشنایی با کشورهای اسلامی عنوان کتابی است نوشته حسن روحانی که به موضوعات جهان اسلام، مردم و فرهنگ کشورهای اسلامی پرداخته است.